# 時間生物学
時間生物学（じかんせいぶつがく、英語: chronobiology）とは、生物に内在する生物時計（体内時計）を研究する学問分野である。
太陽や月が作り出す一日、一年、潮汐などに適応する サーカリズム（circa-rhythm）を主な研究対象にする。睡眠周期や、発生において数十分～数時間のリズムを刻む分節時計などの、ウルトラディアンリズム(ultradian rhythm)も時間生物学に含まれる。
心拍や神経パルスような生命活動にも周期性が認められ、また寿命も生物の持つ時計の一つであるが、これらは時間生物学ではほとんど扱われない。

## 生物の持つリズム
生物の持つリズム（周期）を短い物から挙げる。
- ウルトラディアンリズム（ultradian rhythm): 数十分から数時間
- 概潮汐リズム（circatidal rhythm）: 約12.4時間
- 概日リズム (がいじつりずむ、 circadian rhythm): 約24時間
- サーカビディアンリズム（circabidian rhythm）: 約2日
- 概月リズム（がいげつりずむ、circalunar rhythm）: 約一ヶ月
- 概年リズム（がいねんりずむ、circannual rhythm）: 約一年

## ウルトラディアンリズム
数十分から数時間の周期性を持つ生物の行動・生理現象である。睡眠周期や分節時計が知られている。

### 睡眠周期
睡眠周期（すいみんしゅうき）とは人間の睡眠において観察されるレム睡眠・ノンレム睡眠の繰り返し周期をさす。約90分とされるが、個人差があり、同一人物でも日によって差がある。

### 分節時計
分節時計（ぶんせつとけい）とは脊椎動物の発生において背骨など前後軸に沿った体節構造を作り出す際に見られる周期的な遺伝子発現を指す。周期長は種によって異なる。ゼブラフィッシュでは約30分、ニワトリでは約90分、マウス（ハツカネズミ）では約2時間、ヒトでは約8時間と報告されている。マウスでは遺伝子操作により分節時計遺伝子Hes7をなくしたり
、安定性を変化させて周期の長さを変えると正常な体節形成が出来なくなる事が示されている
。
細胞分裂やNotchによるシグナル伝達を伴うなどサーカリズムとは大きく異なるが、負の転写因子
Hes7による転写フィードバックループという共通性もある。

## 概潮汐リズム
概潮汐リズム（がいちょうせきりずむ）とは、海の約12.4時間の干満周期に同調するために生物が持つリズムである。海生生物、特に潮間帯、浅い海の生物には潮汐による海面の変化は大きな環境変化であり、約半日毎の干潮・満潮、に合わせた行動が多く知られている。
マングローブに住む昆虫(マングローブスズ, Apteronemobius asahinai)は、恒常条件でも12.4時間の概潮汐リズムを維持できることが報告されている
。
なお、約一ヶ月毎の大潮・小潮の周期は月の朔望（新月・満月、29.5日）に依存するのでcircasyzygic rhythmと呼ばれ、概月リズムに近い。

## 概日リズム
概日リズムは約24時間周期で変動する生理現象であり、時間生物学研究の中心的な課題である。
恒常暗、恒常明など恒常条件で維持される活動・生理的リズムを「概日リズム」とよび、自然状態や24時間周期の明暗リズム環境下でのリズムは「日周リズム（diurnal rhythm）」と呼ばれるが、しばしば混同される。

## 概月リズム
概月リズム（がいげつりずむ）は約一ヶ月周期で変動する生理現象である。現在のカレンダー（グレゴリオ暦）の「一ヶ月」は生物学的な意味は薄い。生物学的には月の朔望（新月・満月、29.5日）に依存するcircasyzygic rhythmが概月リズムに近いものである。
この生体リズムは、ウィーンの心理学者ヘルマン·スヴォボダと、ベルリンの内科医ウィルヘルム・フリースにより、19世紀末に、幅広く研究調査された。二人は別々に研究を進め、それぞれ患者を対象にして、このリズムに関するデータを収集し、スヴォボダは1904年、フリースは1906年にその成果を公表した。そして二人とも、23日と28日の二つの基本的周期があり、これが人間の心身両面の健康に関わっていると結論づけた。
フリースは、23日の周期が人間の生体条件に影響をおよぼす男性的リズムであり、28日周期は女性的遺伝形質によるものだとする仮説を立てた。個体はすべて男女両性の遺伝形質をともにもっているため、すべての人間の体質には両性的要素が含まれているということである。
20世紀になると、この23日周期が体力、耐久力、活力その他一般的健康状況を特徴づけると結論付けられるようになった。この周期の前半では、人間の健康状態は増進し、後半では減退するので休息と体力回復をとる傾向があるという。
現代の研究では、23日周期は男性的周期ではなく「肉体的」周期、28日周期は「情緒的」または「感覚的」周期と呼ばれている。
28日周期が女性の平均的月経周期であることは古くから判っていたため、フリースはすべての28日周期を、女性的なものと関連づけたと考えられている。女性の中には生理周期に応じて、大きく気分の変化を示す人がいるが、このような気分の変化は、本人の自覚の有無にかかわらず、ほとんどの男女に存在することが判明している。これにはホルモン分泌と、それが神経系統に与える影響が関係している。
28日周期の周期曲線のピーク時には、人間はより愉快で、協調的、自信にあふれた状態になるが、どん底時には、いらいらして、すぐに挫折し、無感動な状態に落ちこみがちだという。
知的活動に関するサーカメンシュアル・リズムが、オーストリアの工学者でもあり教育者でもあるアルフレート・テルチャーによって研究された。彼は1920年代にオーストリアのインスプルックの高校生、大学生を調査し、彼らの知的活動が33日周期で変動すると結論した。この周期のある時期には、学生たちの注意力はより高まり、思考方法もより正確で、その後16日か17日間は、創造力、判断力、記憶力ともに下降し、学業ははかどらない。この観察結果は、その後の諸研究によって裏づけられており、この33日の周期は「知的」または「認識的」周期と呼ばれる。この周期が甲状腺の分泌に関係していると唱える学者もいるという。
多くの海洋生物は大潮に合わせて産卵することが知られている。サンゴの一斉産卵では時計遺伝子であるクリプトクロムによる満月の認識が引き金になることが示されている。
人間の月経周期が平均28日であることを概月リズムの例とする場合があるが、「満月の日に排卵する」ような周期とは異なり、月の朔望に支配された現象ではない。また、ほ乳類の種類によって生理周期は大きく異なり、マウスでは4日、犬猫は年1から2回の発情期にしか排卵が起こらないので「人間」に特有の概月リズムである。

## 概年リズム
概年リズム（がいねんりずむ）は約一年のリズムであり、光周性、季節性リズムに近い概念である。動物の冬眠や繁殖、植物の花芽形成や休眠などが知られている。
自発的な「概」（サーカ）リズムを示すためには恒常条件での観察が必要だが、必ずしも恒常条件でない場合でも概年リズムと呼ぶ場合も多い。特に、日長など光環境への活動応答は光周性と呼ばれる。
シマリスでは恒常条件でも約一年の冬眠が観察されることから、単なる季節変化への同調ではなく自立的な「概年性」を持つことが知られている。
人間では、冬季うつ病（季節性情動障害、季節性気分障害）のように病気に季節性があることや、食欲の秋に体重が増加するなどの季節性リズムが知られている。
光周性・季節性リズムは、概日リズムと密接に関係していることが示されている。単純には、概日リズムから期待される明暗サイクルと実際の日の出・日の入りを比較することで季節を感知すると考えられてきたが、概日リズムを制御する時計遺伝子が季節性リズムにも働くことが示されつつある。

## 関連事項
- 生物時計
- 概日リズム、光周性
- 腹時計
- 季節性情動障害
- 睡眠
- 時計遺伝子